# Graner (centre de creació)
El Graner centre de creació del cos i del moviment fou fundat el 6 de juny de 2011. És un centre on es treballa per a aprofundir en el llenguatge del cos i del moviment. Forma part del programa Fàbriques de Creació de l'Ajuntament de Barcelona, compta amb la gestió del Mercat de les Flors, amb la col·laboració de l'Associació de Professionals de la Dansa de Catalunya i l'Associació de Companyies Professionals de Dansa de Catalunya.
Com a centre de creació ofereix l'oportunitat d'aprendre sobre la forma i la pràctica artística i està caracteritzat per una organització inclusiva i estreta amb el públic, amb activitats de proximitat tot promovent la integració de l'espai al Barri de la Marina-Zona Franca.
El seu treball vol incidir en el teixit creatiu des de diferents contextos com la internacionalització, el pensament, i l'educació.

## Objectius
- Esdevenir un centre de creació del llenguatge del cos i del moviment.
- Acollir les tendències emergents sobre el llenguatge del cos i/o el moviment.
- Fomentar l'excel·lència artística.
- Desenvolupar projectes de cooperació artística amb altres agents culturals.
- Afavorir la mobilitat artística.
- Promoure la internacionalització de la creació artística local i la connexió amb l'exterior.
- Oferir oportunitats d'aprenentatge per al públic general a través d'una acció coordinada amb l'àmbit educatiu i la comunitat en general.

També acull residències de creadors de dansa que pretenen potenciar i donar cabuda a propostes vinculades al moviment i altres arts més tangencials que enriqueixin el panorama local, nacional i internacional de nova creació.

## Fons bibliogràfic
El centre assumeix una tasca de divulgació de la creació contemporània des d'una vessant més teòric i documental col·laborant amb la Xarxa de Biblioteques de Barcelona en la creació d'un catàleg bibliogràfic especialitzat en arts del moviment i art contemporani per posar la dansa a l'abast de tots els nivells de coneixement.